# Église Saint-Hubert de Cons-la-Grandville
L'église Saint-Hubert est une église catholique située à Cons-la-Grandville, en France.

## Localisation
L'église est située dans le département français de Meurthe-et-Moselle, sur la commune de Cons-la-Grandville.

## Historique
Le prieuré Saint-Michel de Cons-la-Grandville a été fondé avant 1091, probablement vers 1065, par Dudon de Cons, son frère, Gautier de Dun, et le comte de Chiny. Le prieuré Saint-Michel de Cons, Cellam Cunensem, a été donné vers 1091 à Thierry II (1086-1109), abbé de l'abbaye bénédictine de Saint-Hubert en Ardenne. Le prieuré  était situé à proximité immédiate du château de Cons comme l'indiquent les actes de l'abbaye de Saint-Hubert (cellam sancti Michaelis ante ipsum castrum sitam). La possession du prieuré par l'abbaye de Saint-Hubert est confirmée par les papes Honorius II en 1129, Innocent II en 1139, et l'archevêque de Trêves Adalbéron, entre 1131 et 1152.
Il subsiste de cette époque ou du début 12e siècle la crypte servant de sépulture familiale à la famille de Lambertye. 
L'église priorale haute est reconstruite en 1732. En 1792, l'église priorale est devenue église paroissiale. À l'époque du Concordat, l'église a abandonné le vocable de saint Michel pour celui de saint Hubert. 

## Protection
L'église Saint-Hubert comprenant crypte et église haute est classée au titre des monuments historiques par arrêté du 11 août 1987
.